# Иван Петров Тафрали
Иван Петров Тафрали е османски драгоман от български произход от 1630-те години и таен руски сътрудник.
Не е установено кога е роден. Първите сведения за него са от руски архиви и датират от 1630-те години. По онова време в Константинопол при известния султанат на жените се разиграват дворцови интриги и крамоли в борба за надмощие и власт. Руските царе Михаил Романов и Алексей Романов се ползват щедро от услугите на Тафрали.
След като на 24 март 1657 г. вселенският патриарх Партений III Константинополски е обесен заради шпионаж в полза на Русия, Тафрали приема свещенически сан. По-късно е използван за изключително важна и деликатна руска дипломатическа мисия при Богдан Хмелницки, след която казашкият атаман приема да се постави под егидата на руския цар.